# Lobe (botanique)
Pour les articles homonymes, voir Lobe.

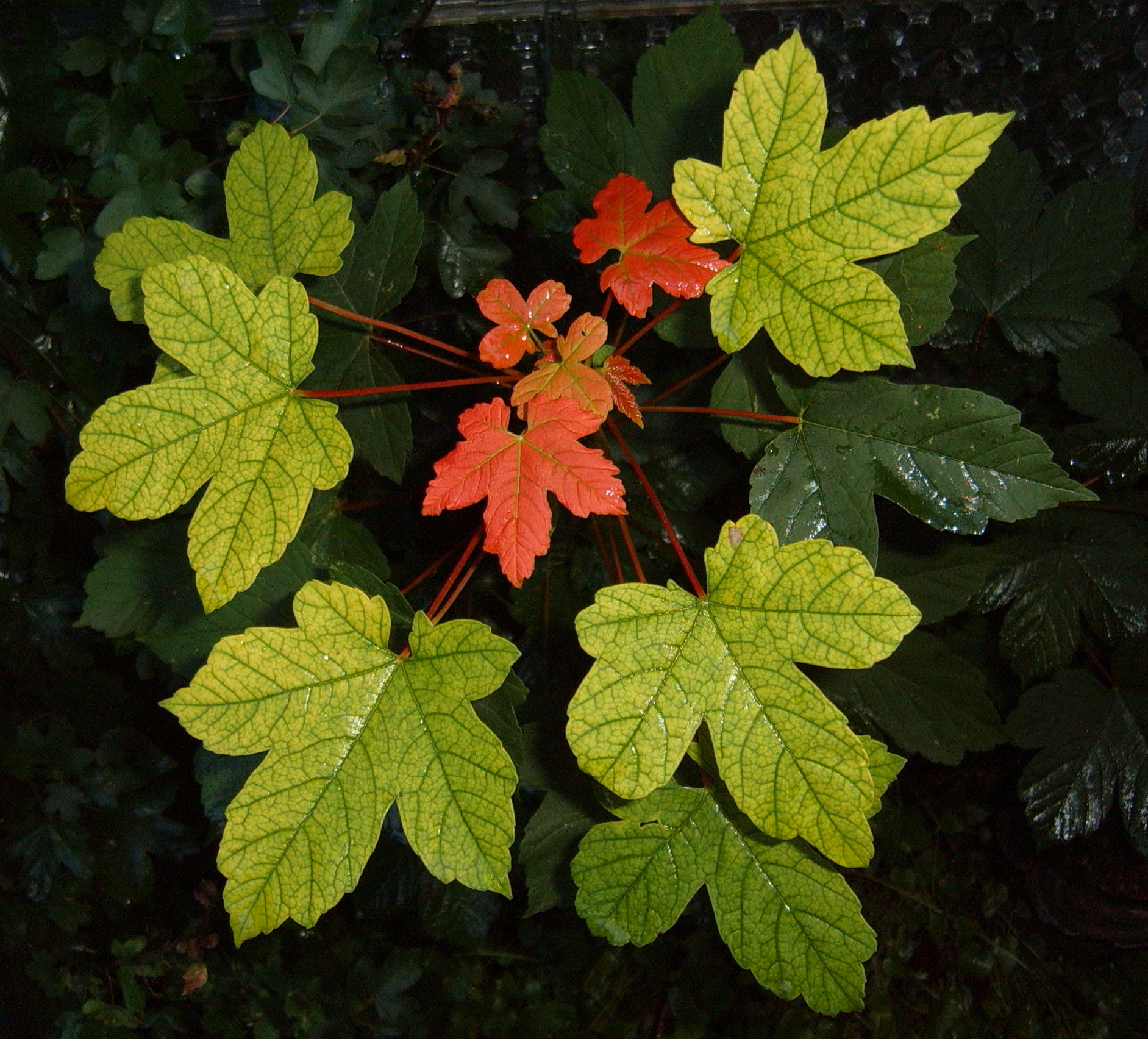
Feuilles d'érable sycomore palmatilobées.

En botanique, le lobe est une division arrondie et peu profonde du limbe d'une feuille. C'est aussi la division d'une feuille ou d'autres organes dont le format est plus grand qu'une dent (feuille dentée) et dépourvue de tige distincte.